# 第一赫雷科韋
47°40′45″N 29°42′18″E / 47.67917°N 29.70500°E
第一赫雷科韋（烏克蘭語：Грекове Перше）是位於烏克蘭西南部的村莊，由敖德萨州波季利斯克区的庫亞利尼克市鎮負責管轄。該村始建於1890年，面積0.52平方公里，海拔高度155米，2001年人口127，人口密度每平方公里244.23人。